# Interconectividad de redes

Modelo de red asumido por V.cerf y R.khan: tres redes interconectadas por dos pasarelas.

La interconectividad de redes (Internetworking) es la capacidad de establecer conexiones internas y enlazar dos sistemas o dispositivos entre sí.  "Inter" significa "entre" en inglés, y "red” hace referencia a un conjunto de equipos informáticos que se conectan usando un medio para la transmisión de información. Esta palabra hace referencia a la unión y comunicación de varias redes para conformar un solo elemento, y gracias a este recurso es posible intercambiar información, superar la limitación de los nodos y acceder de manera instantánea a las bases de datos que se encuentran compartidas sin cambiar la identidad propia de cada red. Para conseguir que dos redes estén interconectadas se necesitan equipos cómo un hub (concentrador), un switch (conmutador) o un encaminador (router), de entre otros.

## Las primeras redes
Las primeras redes de datos estaban limitadas a intercambiar información basada en caracteres, pero en las actuales se transmite voz, vídeo, imagen y texto en varios dispositivos, lo cual proporciona acceso a una gran variedad de métodos de comunicación que permiten a los individuos interactuar directamente con otras de forma casi instantánea.
Esta idea se empezó a desarrollar con el objetivo de conectar diferentes tipos de tecnología de red, pero se terminó necesitando conectar dos o más redes de área local a través de un tipo de red de área ancha. Las dos primeras redes interconectadas fueron ARPANET (predecesor de Internet) y NPL a través del grupo de Peter Kirstein en la University College of London. Los elementos de red utilizados para conectarlas se denominaron orgininalment “pasarelas”, pero el término ha sido obsoleto en este contexto. Hoy en día las pasarelas de interconexión se denominan routers.

## Dispositivos de interconexión
La eficacia y la medida de Internet dependen del número de interconexiones. Si la estructura de la red es Internet Exchange Point (IXP), se trata de una red que permite que el tráfico de otra red atraviese su infraestructura para conducirla hacia el resto de redes. Y si se trata de un Internet Provider Service (ISP), es la empresa misma la que proporciona la Internet. Los dispositivos pueden ser activos si necesitan energía eléctrica o pasivos si no la necesitan. Los siguientes dispositivos son:

#### Módem
El encargado de convertir la señal digital del PC en una señal analógica que pueda ser transportada por las líneas telefónicas. Se usa, básicamente, para Internet y fax, para conectarse con la red local de una oficina o con la central de una empresa, utilizando la línea telefónica. Es capaz de operar en las dos direcciones, modulando (de digital a analógica) y desmodulando (de analógica a digital)
Los tipos son analógicos, digitales, ADSL (Asymmetric Digital Subscriber Line) o por cable.

#### Conmutador(switch)
Dispositivo electrónico que opera en el nivel de enlace de datos (capa 2) del modelo OSI. Interconecta dos o más segmentos de red, funcionando de manera similar a los puentes, pasando datos de un segmento a otro utilizando el encaminamiento de hardware MAC. Los tipos son: Store and Forward, Cut Through, Cut Through Fragmento Free y Adaptative Cut Through.
Según su modalidad son de configuración fija, modular o apilables.

#### Multiplexor
El dispositivo que puede recibir varias entradas y transmitirlas por un medio compartido. Divide el medio de transmisión en múltiples canales, porque varios nodos puedan comunicarse al mismo tiempo. Suelen venir integrados en otros dispositivos, y se identifican para permitir la entrada de dos o más redes.
Existen varios tipos según su finalidad: los Time Division Multiplexing (TDM), el Statical Division Multiplexing (SDM), Frecuency Division Multiplexing (FDM) y el Inverso.

#### Hub/ Concentrador
Centraliza el cableado para ampliar la red y recibe los paquetes y los transfiere en todos los equipos. Casi no se utiliza porque provoca mucho tráfico y colisiones. Los tipos son pasivos, activos o inteligentes (smart hub).
Se utiliza como analizador de protocolos.

#### Repetidor
Dispositivo electrónico que recibe una señal débil o de bajo nivel y la retransmite a una potencia o nivel más alto, de tal manera que se puedan cubrir distancias más largas con nula degradación de señal. Permite eliminar el ruido, y en señales digitales se lo conoce como "regenerador". Se utiliza para transmisiones con y sin cableado, de fibra óptica, etc.
Los tipos son eléctricos y electro-ópticos.

#### Bridge / Puente
Interconecta dos segmentos de red para conseguir que se envíen paquetes entre sí. Funciona a través de direcciones MAC de destino, y cuando se envían datos de una red a otra, el puente copia la trama únicamente al segmento correspondiente. También se utiliza para unir redes de diferentes tipologías y protocolos. Podríamos decir que es el equivalente a un PC con varias tarjetas de red.
Hay muchos tipos: locales, remotos, puentes 802.1D, simples, multiports, transparentes, homogéneos y heterogéneos.

#### Router(encaminador)
Dispositivo que interconecta segmentos de red o redes enteras. Hace pasar paquetes de datos entre redes tomando como base la información de la capa de la red final, es decir, adapta los paquetes y regula el número de saltos hasta el final, la velocidad de transmisión y el estado de la red: calcula la mejor ruta de transmisión, la más corta.
Es capaz de interconectar redes WAN y de filtrar paquetes (firewall).
Antiguamente se configuraban por telnet, y hoy en día se hace vía web, puesto que pueden soportar interfaces fijas y móviles (wifi, gprs, edge wimax...)

#### Gatway(pasarela)
Se trata de un router con programas adicionales (transporte, sesión, presentación y aplicación del modelo OSI). Permite interconectar las redes de varios protocolos y arquitecturas, además de descifrar la trama para conseguir el mensaje original y, a partir de este, volver a configurarla con el protocolo de la red de destino. En la mayoría de las redes es implementado por software.

## Aplicaciones
La interconectividad de redes permite:
- Interconectar redes heterogéneas, sin importar el hardware o el software de esta.
- Solucionar el problema de la distancia, el tamaño de los datos, la anchura de banda y la potencia amar de transmisión.
- Contar con una seguridad más alta, confiabilidad y desempeño.
- Facilidad a la hora de configurar, aislar, prevenir o corregir los errores.
- Compartir recursos y acceder instantáneamente a datos compartidos.
- Insensibilidad a la distancia geográfica y a la limitación en el número de nodos.
- Tener una ventaja estratégica en el mercado competitivo global.